# Лицо на полу бара
«Лицо на полу бара» (англ. The Face on the Bar Room Floor, альтернативные названия — The Ham Actor / The Ham Artist) — короткометражный немой фильм Чарльза Чаплина, основанный на одноименной поэме Хью Антуана д’Арси. Премьера состоялась 10 августа 1914 года.

## Сюжет
Бродяга рассказывает в баре собутыльникам, что в прошлом он был богатым художником. Однако после того, как от него ушла Маделен, он постепенно опустился на дно жизни. Он пытается нарисовать мелом на полу бара лицо женщины, однако падает замертво.

## В ролях
- Чарли Чаплин — художник
- Сесиль Арнольд — Маделен
- Фриц Шаде — один из выпивающих
- Вивиан Эдвардс — модель
- Джесс Денди — человек, который увел Маделен
- Честер Конклин — один из выпивающих
- Гарри Маккой — один из выпивающих